# Umuahia
Umuahia è una località nigeriana di 203 421 abitanti.
È la capitale dello Stato Federato di Abia.